# Соколарі
Соколарі (рум. Socolari) — село у повіті Караш-Северін в Румунії. Входить до складу комуни Чиклова-Ромине.
Село розташоване на відстані 349 км на захід від Бухареста, 41 км на південь від Решиці, 98 км на південний схід від Тімішоари.

## Населення
За даними перепису населення 2002 року у селі проживали 184 особи. Рідною мовою 181 особа (98,4%) назвала румунську.
Національний склад населення села:
| Національність | Кількість осіб | Відсоток |
| -------------- | -------------- | -------- |
| румуни         | 179            | 97,3%    |
| серби          | 5              | 2,7%     |